# (7859) Lhasa
(7859) Lhasa (1979 US) – planetoida z pasa głównego asteroid okrążająca Słońce w ciągu 4,59 lat w średniej odległości 2,76 j.a. Odkryta 19 października 1979 roku.